# Diospyros feliciana
Diospyros feliciana là một loài thực vật có hoa trong họ Thị. Loài này được Letouzey & F.White mô tả khoa học đầu tiên năm 1969.